# Garypus viridans
Espèce
Garypus viridans est une espèce de pseudoscorpions de la famille des Garypidae.

## Distribution
Cette espèce est endémique du département de Magdalena en Colombie. Elle se rencontre vers Santa Marta.

## Description
L'holotype mesure 3,2 mm.

## Publication originale
- Banks, 1909 : New tropical pseudoscorpions. Journal of the New York Entomological Society, vol. 17, p. 145-148 (texte intégral).